# American Mineralogist
American Mineralogist  est la revue scientifique porte-drapeau de la Mineralogical Society of America, une association créée le 30 décembre 1919 en faveur de l'avancement des disciplines scientifiques que sont la minéralogie, la cristallographie, la géochimie et la pétrologie, et leurs promotions  parmi les autres sciences, ainsi que dans les champs de l'art et l'industrie.

## Histoire et fonction de la revue
La revue préalablement fondée en 1916 à Philadelphie est souvent citée sous forme abrégée, soit Am. Mineral., Am. Min. ou Am Min. Les publications sont régulières depuis cette date.
La société minéralogique américaine ou des États-Unis, caractérisée par ses acronymes MSA ou minsocam, édite sous l'égide du comité de lecture de ladite revue, des articles de recherches dans les domaines de la minéralogie, de la pétrologie, de la cristallographie et de la géochimie. En 2010, les directeurs de publication sont Jennifer A. Thomson (Eastern Washington University (en), Cheney, Washington), Dana T. Griffen (Laboratoire national Lawrence-Berkeley, Californie) et Bryan C. Chakoumakos (Conseil national de recherches Canada, Ontario).
D'après le Journal Citation Reports, le facteur d'impact de ce journal était de 3,066 en 2021, se classant ainsi 10e dans la catégorie relative à la minéralogie et 39e dans la catégorie relative à la géochimie et la géophysique.